# Brachyiulus stuxbergi
Brachyiulus stuxbergi är en mångfotingart som först beskrevs av Fanzago 1875.  Brachyiulus stuxbergi ingår i släktet Brachyiulus och familjen kejsardubbelfotingar. Inga underarter finns listade i Catalogue of Life.